# 2020년 하계 올림픽 체조
2020년 하계 올림픽 체조는 2021년 7월 24일부터 8월 8일까지 일본 도쿄 아리아케 체조 경기장에서 진행된다. 기계체조, 리듬체조, 트램펄린의 세 유형으로 나뉘어 총 18개 세부종목이 치러지게 된다.
이번 대회의 경기 구성은 지난 대회와 동일하다. 국제 체조 연맹이 파쿠르에 기반한 종목을 신설해 정식 종목을 신청했지만, 파쿠르 및 프리러닝 단체에서 체조와는 별개의 종목이며 정식종목에 포함되지 않게 해달라는 로비를 벌이면서 관철되지 않았다.
원래는 임시 경기장을 건설할 예정이었으나 2016년 조직위 측에서 올림픽 체조경기장을 대회 폐막 뒤에도 남겨두기로 결정하였으며, 대신 컨벤션센터로 활용될 전망이다. 또 폐막 직후 치러지는 2020년 하계 패럴림픽에서도 보치아 종목 경기를 진행하는 것으로 예정되어 있다.

## 예선
이번 대회의 예선 과정은 지난 대회와 비교했을 때 철저한 점검과 변화를 겪었다. 기계체조의 남녀 단체종목에서는 팀당 인원수를 5명에서 4명으로 줄였고, 그 대신 추가 출전권 기회를 2명까지 늘렸다.
뿐만 아니라 연맹 측 대회와 올림픽 대회의 연계성을 높이기 위해, 기계체조 월드컵 시리즈 대회와 각종 대륙별 기계체조 선수권대회에서 획득한 점수 합계를 바탕으로 올림픽 출전권을 배분하게 되었다. 개최국 일본은 자동 진출권을 가지며, 일반 예선에서 탈락한 종목에 한정된다.
지난 대회와 마찬가지로 이번 대회에서도 체조 갈라쇼가 진행된다. 2021년 8월 4일 기계체조 종목이 완료된 후에 펼쳐지며, 이번 대회에 참가한 선수들이 기계체조 공연을 펼치는 것으로 구성된다.

## 일정
다음은 이번 대회의 일정이다. 모든 시간은 일본 표준시 (UTC+9, 한국 시각과 동일) 기준이다.
| 예 | 예선전 | 결 | 결승전 |

| 날짜            | 7월 24일 | 7월 25일 | 7월 26일 | 7월 27일 | 7월 28일 | 7월 29일 | 7월 30일 | 7월 31일 | 8월 1일 | 8월 2일 | 8월 3일 | 8월 4일 | 8월 5일 | 8월 6일 | 8월 7일 | 8월 8일 |
| --------------- | -------- | -------- | -------- | -------- | -------- | -------- | -------- | -------- | ------- | ------- | ------- | ------- | ------- | ------- | ------- | ------- |
| 기계체조        |          |          |          |          |          |          |          |          |         |         |         |         |         |         |         |         |
| 남자 단체 종합  | 예       |          | 결       |          |          |          |          |          |         |         |         |         |         |         |         |         |
| 남자 개인 종합  | 예       |          |          |          | 결       |          |          |          |         |         |         |         |         |         |         |         |
| 남자 마루운동   | 예       |          |          |          |          |          |          |          | 결      |         |         |         |         |         |         |         |
| 남자 안마       | 예       |          |          |          |          |          |          |          | 결      |         |         |         |         |         |         |         |
| 남자 링         | 예       |          |          |          |          |          |          |          |         | 결      |         |         |         |         |         |         |
| 남자 도마       | 예       |          |          |          |          |          |          |          |         | 결      |         |         |         |         |         |         |
| 남자 평행봉     | 예       |          |          |          |          |          |          |          |         |         | 결      |         |         |         |         |         |
| 남자 철봉       | 예       |          |          |          |          |          |          |          |         |         | 결      |         |         |         |         |         |
| 여자 단체 종합  |          | 예       |          | 결       |          |          |          |          |         |         |         |         |         |         |         |         |
| 여자 개인 종합  |          | 예       |          |          |          | 결       |          |          |         |         |         |         |         |         |         |         |
| 여자 도마       |          | 예       |          |          |          |          |          |          | 결      |         |         |         |         |         |         |         |
| 여자 이단평행봉 |          | 예       |          |          |          |          |          |          | 결      |         |         |         |         |         |         |         |
| 여자 평균대     |          | 예       |          |          |          |          |          |          |         |         | 결      |         |         |         |         |         |
| 여자 마루운동   |          | 예       |          |          |          |          |          |          |         | 결      |         |         |         |         |         |         |
| 리듬체조        |          |          |          |          |          |          |          |          |         |         |         |         |         |         |         |         |
| 여자 단체 종합  |          |          |          |          |          |          |          |          |         |         |         |         |         |         | 예      | 결      |
| 여자 개인 종합  |          |          |          |          |          |          |          |          |         |         |         |         |         | 예      | 결      |         |
| 트램펄린        |          |          |          |          |          |          |          |          |         |         |         |         |         |         |         |         |
| 남자 트램펄린   |          |          |          |          |          |          |          | 결       |         |         |         |         |         |         |         |         |
| 여자 트램펄린   |          |          |          |          |          |          | 결       |          |         |         |         |         |         |         |         |         |

## 참가

### 참가국
- 알바니아 (1)
- 아르헨티나 (1)
- 아르메니아 (1)
- 오스트레일리아 (11)
- 오스트리아 (1)
- 아제르바이잔 (8)
- 벨라루스 (11)
- 벨기에 (4)
- 브라질 (12)
- 불가리아 (8)
- 캐나다 (7)
- 카보베르데 (1)
- 케이맨 제도 (1)
- 칠레 (2)
- 중화인민공화국 (21)
- 콜롬비아 (1)
- 코스타리카 (1)
- 쿠바 (1)
- 키프로스 (1)
- 체코 (1)
- 이집트 (11)
- 프랑스 (9)
- 조지아 (1)
- 독일 (8)
- 영국 (10)
- 그리스 (1)
- 홍콩 (1)
- 헝가리 (2)
- 인도 (1)
- 아일랜드 (2)
- 이스라엘 (10)
- 이탈리아 (14)
- 자메이카 (1)
- 일본 (22) (개최국)
- 카자흐스탄 (2)
- 리투아니아 (1)
- 말레이시아 (2)
- 멕시코 (4)
- 네덜란드 (6)
- 뉴질랜드 (3)
- 나이지리아 (1)
- 노르웨이 (2)
- 페루 (1)
- 필리핀 (1)
- 폴란드 (1)
- 포르투갈 (2)
- 루마니아 (3)
- 러시아 올림픽 위원회 (23)
- 싱가포르 (1)
- 슬로바키아 (1)
- 슬로베니아 (1)
- 남아프리카 공화국 (2)
- 대한민국 (7)
- 스페인 (9)
- 스리랑카 (1)
- 스웨덴 (2)
- 스위스 (5)
- 중화 타이베이 (5)
- 튀르키예 (5)
- 우크라이나 (13)
- 미국 (20)
- 우즈베키스탄 (8)
- 베트남 (2)

## 메달리스트

### 순위
범례
  *   개최국 (일본)

### 기계체조

#### 남자
| 단체 종합 자세히 | 러시아 올림픽 위원회 (ROC) · 데니스 아블랴진 · 다비트 벨럅스키 · 아르투르 달랄로얀 · 니키타 나고르니 | 일본 (JPN) · 하시모토 다이키 · 가야 가즈마 · 기타조노 다케루 · 다니가와 와타루 | 중화인민공화국 (CHN) · 린차오판 · 쑨웨이 · 샤오뤄텅 · 쩌우징위안 |  |  |  |
| 개인 종합 자세히 | 하시모토 다이키 · 일본                                                                               | 샤오뤄텅 · 중화인민공화국                                                      | 니키타 나고르니 · 러시아 올림픽 위원회                           |  |  |  |
|                  | |                                                                                |                                                                  |  |  |  |
| 마루운동 자세히  | 아르템 돌고피아트 · 이스라엘                                                                         | 리즈카이 · 중화 타이베이                                                       | 샤오뤄텅 · 중화인민공화국                                        |  |  |  |
| 안마 자세히      | 맥스 휘틀록 · 영국                                                                                   | 라이데를레이 사파타 · 스페인                                                   | 가야 가즈마 · 일본                                               |  |  |  |
| 링 자세히        | 류양 · 중화인민공화국                                                                                | 유하오 · 중화인민공화국                                                        | 엘레프테리오스 페트루니아스 · 그리스                             |  |  |  |
| 도마 자세히      | 신재환 · 대한민국                                                                                    | 데니스 아블랴진 · 러시아 올림픽 위원회                                         | 아르투르 다브탼 · 아르메니아                                     |  |  |  |
| 평행봉 자세히    | 쩌우징위안 · 중화인민공화국                                                                          | 루카스 다우저 · 독일                                                           | 페르하트 아르잔 · 튀르키예                                       |  |  |  |
| 철봉 자세히      | 하시모토 다이키 · 일본                                                                               | 틴 스르비치 · 크로아티아                                                       | 니키타 나고르니 · 러시아 올림픽 위원회                           |  |  |  |

#### 여자 종목
| 단체 종합 자세히  | 러시아 올림픽 위원회 (ROC) · 릴리야 아하이모바 · 빅토리야 리스투노바 · 안겔리나 멜니코바 · 블라디슬라바 우라조바 | 미국 (USA) · 시몬 바일스 · 조던 차일스 · 수니사 리 · 그레이스 매컬럼 | 영국 (GBR) · 제니퍼 가디로바 · 제시카 가디로바 · 앨리스 킨젤라 · 에멀리 모건 |  |  |  |
| 개인 종합 자세히  | 수니사 리 · 미국                                                                                                 | 헤베카 안드라지 · 브라질                                             | 안겔리나 멜니코바 · 러시아 올림픽 위원회                                     |  |  |  |
|                   | |                                                                      |                                                                              |  |  |  |
| 도마 자세히       | 헤베카 안드라지 · 브라질                                                                                         | 미케일라 스키너 · 미국                                               | 여서정 · 대한민국                                                            |  |  |  |
| 이단평행봉 자세히 | 니나 데르발 · 벨기에                                                                                             | 아나스타시야 일리얀코바 · 러시아 올림픽 위원회                       | 수니사 리 · 미국                                                             |  |  |  |
| 평균대 자세히     | 관천천 · 중화인민공화국                                                                                          | 탕시징 · 중화인민공화국                                              | 시몬 바일스 · 미국                                                           |  |  |  |
| 마루운동 자세히   | 제이드 캐리 · 미국                                                                                               | 바네사 페라리 · 이탈리아                                             | 무라카미 마이 · 일본 · 안겔리나 멜니코바 · 러시아 올림픽 위원회              |  |  |  |

### 리듬체조
| 종목             | 금 | 은 | 동 |
| ---------------- | --- | --- | --- |
| 단체 종합 자세히 | 불가리아 (BUL) · 시모나 댠코바 · 스테파니 키랴코바 · 마들렌 라두카노바 · 라우라 트라츠 · 에리카 자피로바 | 러시아 올림픽 위원회 (ROC) · 아나스타시야 블리즈뉴크 · 아나스타시야 막시모바 · 아나스타시야 타타레바 · 알리사 티셴코 · 안겔리나 시카토바 | 이탈리아 (ITA) · 마르티나 첸토판티 · 아녜세 두란티 · 알레시아 마우렐리 · 다니엘라 모구레안 · 마르티나 산탄드레아 |
| 개인 종합 자세히 | 리노이 아슈람 · 이스라엘                                                                                 | 디나 아베리나 · 러시아 올림픽 위원회 | 알리나 하르나스코 · 벨라루스                                                                                     |

### 트램펄린
| 종목                 | 금                           | 은                      | 동                     |
| -------------------- | ---------------------------- | ----------------------- | ---------------------- |
| 남자 트램펄린 자세히 | 이반 리트비노비치 · 벨라루스 | 둥둥 · 중화인민공화국   | 딜런 슈밋 · 뉴질랜드   |
| 여자 트램펄린 자세히 | 주쉐잉 · 중화인민공화국      | 류링링 · 중화인민공화국 | 브리오니 페이지 · 영국 |

## 같이 보기
- 2018년 아시안 게임 체조
- 2018년 하계 청소년 올림픽 체조
- 올림픽 체조